# Tropem Wilczym
„Tropem Wilczym” – biegowa impreza plenerowa, największy liczebnie bieg pamięci w Polsce. Upamiętnia żołnierzy polskiego podziemia antykomunistycznego i antysowieckiego, które działało w latach 1944–1963 w przedwojennych granicach Polski.

## Nazwa
Nazwę biegu wywiedziono od fragmentu wiersza Wilki autorstwa Zbigniewa Herberta, który poświęcony był żołnierzom niezłomnym:
Ponieważ żyli prawem wilka
Historia o nich głucho milczy
Pozostał po nich w białym śniegu
Żółtawy mocz i ślad ich wilczy

## Charakterystyka i historia

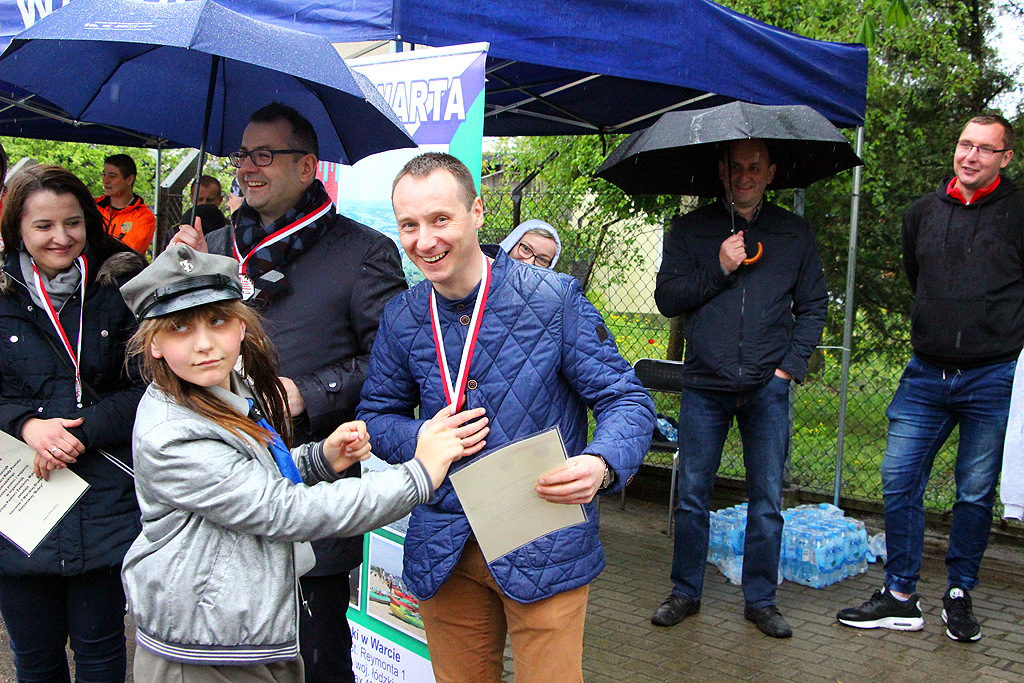
Nagradzanie uczestników w Warcie

Ostatni żołnierz podziemnego wojska antykomunistycznego, Józef Franczak, ps. „Lalek” zginął walcząc podczas obławy w Majdanie Kozic Górnych 21 października 1963. Na podstawie tej daty ustalono dystans biegu na 1963 metry. 1 marca 2011 w dniu 1 marca ustanowiono święto narodowe, Narodowy Dzień Pamięci „Żołnierzy Wyklętych”.
W 2013 z inicjatywy pasjonatów biegania zorganizowano imprezę sportową „Tropem Wilczym. Bieg Pamięci Żołnierzy Wyklętych”. Survivalowa wówczas impreza zgromadziła zaledwie pięćdziesięciu uczestników na trasie przy Jeziorze Zegrzyńskim. W 2014 członkowie Fundacji Wolność i Demokracja rozpropagowali inicjatywę i przenieśli bieg do Parku Skaryszewskiego w Warszawie, co zaowocowało udziałem 1500 biegaczy. Od 2015 bieg ma charakter ogólnopolski i odbywa się w różnych miejscach Polski, a także poza jej granicami. Od tej daty jest wpisany w kalendarz polskich wydarzeń biegowych.
W 2020 w imprezie udział wzięło ponad 75 000 uczestników z 370 miast polskich i zagranicznych (Chicago, Christchurch, Herdorf, Keysborough, Londyn, Nowy Jork, Penrose Park, Wiedeń, Wilno), a także z zagranicznych misji wojskowych (Afganistan, Bośnia i Hercegowina, Irak, Kosowo, Łotwa, Republika Środkowoafrykańska, Rumunia).